# Albignasego
Albignasego é uma comuna italiana da região do Vêneto, província de Pádua, com cerca de 19.285 habitantes. Estende-se por uma área de 20,99 km², tendo uma densidade populacional de 919 hab/km². Faz fronteira com Abano Terme, Casalserugo, Maserà di Padova, Padova, Ponte San Nicolò.

## Demografia
| Variação demográfica do município entre 1861 e 2011                               |
|                                                                                   |
| Fonte: Istituto Nazionale di Statistica (ISTAT) - Elaboração gráfica da Wikipedia |